# Carex elisabethae
Carex elisabethae är en halvgräsart som beskrevs av J.Andrés och Al. Carex elisabethae ingår i släktet starrar, och familjen halvgräs. Inga underarter finns listade i Catalogue of Life.